# ICI-199,441
-{
ICI-199,441}- je lek, koji je visoko selektivni κ-opioidni agonist. Postoji mogućnost da će on možda naći primenu u lečenju hroničnog bola.

## Spoljašnje veze
|  | Molimo Vas, obratite pažnju na važno upozorenje u vezi sa temama iz oblasti medicine (zdravlja). |